# William Rowan Hamilton
William Rowan Hamilton (Dublin, 4. kolovoza 1805. – 2. rujna 1865., Dublin, Irska), irski matematičar, fizičar i astronom koji je dao značajan doprinos razvitku optike, dinamike, analitičke mehanike i algebre. Bio je čudo od djeteta; u dvanaestoj godini proučavao Newtonovo djelo Principia, a već u dvadeset i drugoj bio imenovan profesorom astronomije na Koledžu sv. Trojstva u Dublinu. Nakon radova iz geometrijske optike iznio takozvani Hamiltonov princip (1835.) i Hamiltonovu formulaciju mehanike, koja je imala važnu ulogu pri oblikovanju kvantne mehanike. Godine 1843. uveo kvaternione, hiperkompleksne brojeve s četirima komponentama, za koje ne vrijedi komutativnost množenja (nekomutativne algebre poslije su se pokazale temeljem kvantne mehanike).
Na njega je velik utjecaj imao njegov ujak James Hamilton. S trinaestak godina znao je isto toliko jezika. jezikoslovlje, kao i klasična literatura, zaokupljala ga je čitav život. Vrlo rano je pokazao matematički talent. 

## Hamiltonov operator
Hamiltonov operator {\displaystyle \nabla }, što se izgovara kao nabla, je u trodimenzionalnom Kartezijevom koordinatnom sustavu R3 s koordinatama (x, y, z) definiran operatorima parcijalnih derivacija:
{\displaystyle \nabla \equiv {\hat {\mathbf {x} }}{\frac {\partial }{\partial x}}+{\hat {\mathbf {y} }}{\frac {\partial }{\partial y}}+{\hat {\mathbf {z} }}{\frac {\partial }{\partial z}},}
gdje su {\displaystyle \{\mathbf {\hat {x}} ,\mathbf {\hat {y}} ,\mathbf {\hat {z}} \}} jedinični vektori usmjereni kao koordinate sustava.
Definicija se može poopćiti i na n-dimenzionalni Euklidski prostor Rn. U Kartezijevom koordinatnom sustavu s koordinatama (x1, x2, ..., xn), {\displaystyle \nabla } se definira kao
{\displaystyle \nabla =\sum _{i=1}^{n}{\hat {e}}^{i}{\partial  \over \partial x_{i}}}
gdje su {\displaystyle \{{\hat {e}}^{i}:1\leq i\leq n\}} jedinični vektori u tom prostoru.
U Einsteinovoj notaciji se ta definicija može kraće napisati kao:
{\displaystyle \nabla ={\hat {e}}^{i}\,\partial _{i}}.